# Javier Viveros
Javier Viveros (Asunción, 13 de septiembre de 1977) es un escritor paraguayo, miembro de número de la Academia Paraguaya de la Lengua Española, académico correspondiente de la Real Academia Española, miembro de número de la Academia de la Lengua Guaraní y exvicepresidente de la Sociedad de Escritores del Paraguay (2016-2018). Es actualmente el ministro de la Secretaría de Políticas Lingüísticas de Paraguay.

## Biografía
Se recibió de Magíster en Lengua y Literatura Hispanoamericana por la Universidad Nacional de Asunción. Cursó también la Maestría en Literatura Comparada y el Doctorado en Letras, ambos postgrados en la Pontificia Universidad Católica Argentina. Ha transitado diversos géneros, entre los que pueden mencionarse: poesía, cuento, literatura infantil, libretos de ópera, guiones de teatro, historieta y cine.
Colabora habitualmente con el suplemento cultural "Correo Semanal" del diario última Hora. Se ha desempeñado también como docente universitario.
Su libro de ñe'ẽnga (frases folklóricas) y el de cuentos titulado Por debajo del radar fueron distribuidos a nivel país con el diario ABC Color. Asimismo, las obras Una cama para Mimi y Alonsí fueron distribuidas con la "cajita mágica" de la multinacional Burger King, a través de los oficios de la editorial Alfaguara. Pólvora y polvo, la obra de historieta bélica sobre la Guerra del Chaco con guiones de Javier Viveros, fue publicada en fascículos semanales por el diario Última Hora. Compuso también las letras de canciones -y en algunos casos la música- de los discos de polca y guarania Mborayhu ñandutimíme.
En el rol de editor ha publicado Punta karaja, una antología de cuentos paraguayos de fútbol. Además, como editor ha publicado el álbum ilustrado La señora Jurumi, y el libro Pepo y Lalo, así como la serie de historietas Epopeya bajo su propio sello editorial. Ha escrito guiones y dirigido para la editorial Servilibro la colección "Literatura paraguaya en historietas", que llevó al formato cómic varios cuentos de grandes autores paraguayos, entre los que cabe citar a Augusto Roa Bastos, Gabriel Casaccia, Helio Vera y Josefina Plá.
Ya sea como expositor invitado o como integrante de la delegación oficial del Paraguay ha participado de las ferias del libro de Resistencia (Argentina), Buenos Aires (Argentina), Santiago (Chile), Maldonado (Uruguay), La Paz (Bolivia), Guadalajara y Santo Domingo (República Dominicana).
En el 2012, su libro de cuentos Manual de esgrima para elefantes fue editado en Argentina por Ediciones Encendidas y en España por Ediciones Rubeo, además de la publicación en Paraguay, a cargo de la editorial Arandurã. La editorial de Tokio Happa-no-kofu publicó una traducción al japonés de los haikus de su libro En una baldosa. Ha sido incluido en antologías de Alemania, Argentina, Chile, Cuba, España, Escocia, Paraguay y República Dominicana. La editorial chilena "Cuarto propio" publicó Por amor a la pelota: once cracks de la ficción futbolera, una colección de cuentos de fútbol a nivel continental (un cuento por país). Su cuento "Fútbol S.A." fue seleccionado para integrar dicha colección, de la que también forman parte escritores de la talla de Juan Villoro (México) y Edmundo Paz Soldán (Bolivia). Esa obra fue traducida al inglés y publicada como Idols and underdogs, por la editorial escocesa "Freight Books". Su novela Réquiem del Chaco recibió una Mención de Honor en el Premio Municipal de Literatura 2020.
El número 85 de la revista Luvina (publicada por la Universidad de Guadalajara) lo seleccionó entre los más destacados escritores latinoamericanos menores de 40 años. Respecto al criterio de selección, el comité expresa "Luvina ofrece en este número una colección de voces originales que se acompañan y contrastan entre sí, voces con propuestas audaces y estructuras literarias contemporáneas, logrando zanjar el mapa de vicisitudes extendidas en este territorio".
Desde julio de 2016 a julio de 2018 fue vicepresidente de la Sociedad de Escritores del Paraguay.

## Obra
| Cuento - 2008 - Ingenierías del insomnio - 2009 - Urbano, demasiado urbano - 2012 - Manual de esgrima para elefantes - 2015 - Fantasmario - Cuentos de la Guerra del Chaco - 2021 - Vríngo luisõ - 2023 - Páginas de hierro Poesía - 2007 - Dulce y doliente ayer - 2008 - En una baldosa - 2009 - Mensajeámena - 2009 - Panambi ku'i Teatro - 2018 - Flores del yuyal Novela - 2019 - Réquiem del Chaco - 2019 - El burbujero maravilloso (con Diana Viveros) Historieta - 2013 - Pólvora y polvo - 2015 - Epopeya - Guerra del Chaco - 2016 - Epopeya - Binacional (varios autores) - 2016 - Epopeya - Guerra Guasu (varios autores) - 2017 - Carpincheros, cuento de Roa Bastos - 2017 - Audiencia privada, cuento de Roa Bastos - 2017 - Pirulí, cuento de Roa Bastos - 2017 - El crack, cuento de Roa Bastos - 2017 - El bosque detrás de la lluvia, cuento de Roa Bastos - 2017 - El doctor Lluvioso, cuento de Josefina Plá - 2017 - El finadorã, cuento en guaraní de Tadeo Zarratea - 2017 - Ka'i rembiasakue, cuento en guaraní de Feliciano Acosta - 2019 - Civilización aliada, Paraguay retã rekove #11 - 2020 - Epopeya del 70 - 2020 - Epopeya - Penurias y fatigas (varios autores) - 2021 - Te lo cuento en cómic - Humor - 2021 - Dago - Hecho en Paraguay (varios autores) - 2023 - Epopeya - Pólvora y polvo - 2024 - Senda embrujada, novela de María Eugenia Garay | Literatura infantil - 2013 - Una cama para Mimi - 2014 - Alonsí - 2017 - Tana, la campana - 2017 - La señora Jurumi - 2018 - La carrera chaqueña - 2018 - Pepo y Lalo - 2018 - ¿De quién es esta pluma? - 2018 - Mymba saraki - 2018 - Siete cántaros de lluvia - 2018 - Alarma en el takuru - 2019 - Cinco dientes de león - 2019 - Los indomables - 2019 - Mosi en el Chaco - 2019 - Toni en las alturas - 2019 - Tres dinocuentos - 2019 - Bimba y los fuegos artificiales - 2019 - Historias de Animalia - 2020 - Sonata para cigarra y piano - 2020 - Animales / Mymbakuéra - 2022 - La mudanza de Lito - 2022 - El tatakua de la abuela - 2022 - Lito y el poncho para'i - 2023 - La ardilla pilla - 2023 - Lito y el asteroide - 2023 - Superclásico jurásico - 2023 - Flaminio el dragón - 2024 - Hasta siempre, Cucú - 2024 - La vaca michi - 2024 - Para sanar a un ayurasaurio - 2024 - Hotel de insectos - 2024 - Kamby, el oso hormiguero albino - 2024 - Vacaciones en Piribebuy - 2024 - El arcoíris desteñido - 2024 - La revolución de los amberesaurios - 2024 - San Juan en el valle - 2024 - Chito y la hermana mayor de todas las artes - 2024 - El buen olfato de Killo Zorrillo - 2024 - Un regalo para Janto - 2024 - La biblioteca callejera de la señorita Tokãi Ópera - 2021 - Cándido López - 2023 - Atyrá retablo (con Andrés Colmán Gutiérrez) Biografías - 2020 - Branislava Sušnik. La científica implacable - 2020 - Silvio Pettirossi. El acróbata del aire - 2020 - Serafina Dávalos. Pionera paraguaya del feminismo - 2020 - Manuel Ortíz Guerrero. El poeta del pueblo - 2021 - Arsenio Erico. El rey del gol - 2021 - Gabriel Casaccia. Fundador de la narrativa paraguaya moderna |

## Premios y reconocimientos
- Finalista de la edición 2009 del Premio Internacional de Cuento "Juan Rulfo", con su cuento "Misterio JFK", seleccionado entre los casi seis mil textos enviados al concurso.[23]
- Segundo premio en la primera edición del Concurso Internacional de guiones "Roa Cinero", organizado por la Fundación Roa Bastos.[24]
- Premio Panambi Honorífico del Festival Internacional de Cine de Paraguay, año 2017.[25]
- Medalla «Augusto Roa Bastos», otorgada por la Fundación Augusto Roa Bastos como reconocimiento a la adaptación al cómic de cinco cuentos del Premio Cervantes paraguayo.
- "Edward and Lily Tuck Award for Paraguayan Literature 2018", otorgado por el PEN Club de Estados Unidos al libro "Fantasmario - Cuentos de la Guerra del Chaco".[26][27]
- Finalista del Concurso Regional de Nouvelle organizado por la Editorial Municipal de Rosario, año 2018.[28]
- Primer lugar del Premio Roque Gaona, otorgado al libro "Flores del yuyal", año 2018.[29]
- Mención de Honor en el Premio Municipal de Literatura 2020, otorgada a la novela "Réquiem del Chaco".[30]
- Premio República "Luque 2022".
- Ganador del Premio Municipal de Poesía en Guaraní "Teodoro S. Mongelós" 2023.